# Le Bourg-Saint-Léonard
Le Bourg-Saint-Léonard är en kommun i departementet Orne i regionen Normandie i nordvästra Frankrike. Kommunen ligger i kantonen Exmes som tillhör arrondissementet Argentan. År 2018 hade Le Bourg-Saint-Léonard 397 invånare.

## Befolkningsutveckling
Antalet invånare i kommunen Le Bourg-Saint-Léonard
| Referens: INSEE |